# Campigny (Calvados)
Campigny – miejscowość i gmina we Francji, w regionie Normandia, w departamencie Calvados.
Według danych na rok 1990 gminę zamieszkiwało 151 osób, a gęstość zaludnienia wynosiła 27 osób/km² (wśród 1815 gmin Dolnej Normandii Campigny plasuje się na 735. miejscu pod względem liczby ludności, natomiast pod względem powierzchni na miejscu 833.).